# حسين أباد خانكور
حسين‌ أباد خانكور (بالفارسية: حسین‌آباد خانکور) هي قرية تقع في قسم دامن كوه الريفي (مقاطعة إسفراين) في إيران. يقدر عدد سكانها بـ 85 نسمة .